# Піролідин
Піроліди́н, також відомий під назвами азоліді́н, тетрагідропіро́л, тетраметиленімін, — органічна сполука класу гетероциклів, що має брутто-формулу C4H9N. Прозора рідина з аміачним запахом. Її можна розглядати як циклічний амін з чотирма атомами вуглецю в циклі.
Піролідин виявлений в тютюні й моркві, піролідинова структура входить до складу деяких алкалоїдів (наприклад нікотину) та амінокислот проліну і гідроксипроліну. Піролідинова структура входить до складу багатьох ліків, наприклад пірацетама.